# Лето в большом городе
«Лето в большом городе» (англ. Summer & The City) — молодёжный романтический роман, написанный писательницей Кэндэс Бушнелл, продолжение романа «Дневники Кэрри». Книга была издана 26 апреля 2011 года.

## Сюжет
Действие книги начинается там, где закончился роман «Дневники Кэрри».
17-летняя Кэрри Брэдшоу покидает родной город и направляется в Нью-Йорк. Впереди её ждёт лето перед началом первого учебного года в университете Брауна. Девушка учится жизни в Большом Яблоке, посещает писательские курсы в «Новой школе», а также влюбляется в мужчину старше неё. Вскоре она знакомится с уверенной в себе и настоящей Нью-Йоркской «штучкой», карьеристкой Самантой Джонс и феминисткой Мирандой Хоббс.

## Персонажи
- Кэрри Брэдшоу (англ. Carrie Bradshaw) — главная героиня, 17-летняя школьница, начинающая писательница. Старшая из трёх сестёр. Повествование ведётся от лица Кэрри, рассказывающей об учёбе в выпускном классе. Её мать умирает до начала событий романа. Когда в её школу переводится Себастьян Кидд, у Кэрри начинается вражда с Донной ЛаДонной, которая приводит к серии неудач в личной жизни девушки. Однако позже выясняется, что за ними стоит не Донна, а подруга Кэрри, Лали. Подавала заявку на участие в курсе для начинающих писателей в Нью-Йорке, но ей отказали. Вскоре она начинает писать для школьной газеты сатирические статьи под псевдонимом Пинки Уэзертон (англ. Pinky Weatherton), которые нравятся приёмной комиссии, и девушка наконец получает приглашение на обучение в Большом яблоке.

- Саманта Джонс — кузина Донны ЛаДонны. Кэрри знакомится с Самантой, и девушки быстро становятся лучшими подругами.

- Миранда Хоббс

## Отзывы
- USA Today: «Книга для подростков с правильным жизненным настроем»[1].

- Los Angeles Times: «Книга, от которой невозможно оторваться… Первоклассная женская литература от мастера жанра»[2].

- Booklist: «Поклонникам понравится эта книга»[2].

- Kirkus Reviews: «Умный взгляд Кэрри на природу отношений между людьми придаёт книге остроты и интеллектуальности»[2].

- Publishers Weekly: «Умно и вдохновенно, Кэрри рассказывает о своём последнем школьном годе перед поездкой в большой город»[2].

- Entertainment Weekly: «Книга, которую приятно читать»[2].